# Alfred Kahle
Wilhelm Gottlieb Alfred Kahle (* 18. Februar 1876 in Königsberg (Preußen); † 6. März 1915 an einer Kriegsverletzung) war ein deutscher Rittergutsbesitzer und Parlamentarier.

## Leben
Alfred Kahle wurde als Sohn des Apothekers Herrmann Kahle und der Anna geb. Metelmann geboren und studierte Chemie und Landwirtschaft an der Friedrichs-Universität Halle und der Albertus-Universität Königsberg. 1896 wurde er Mitglied des Corps Baltia Königsberg. Nach dem Studium absolvierte er eine praktische landwirtschaftliche Ausbildung. Bis 1902 übte er in Adlig Gedau bei Zinten und Beidritten eine Tätigkeit als praktischer Landwirt aus. Anschließend war er Besitzer des Ritterguts Zöpel bei Maldeuten. Dort war er Kreisdeputierter und Amtsvorsteher.
Seit einer Nachwahl am 19. September 1913 saß Kahle bis zu seinem Tod 1915 als Abgeordneter des Wahlkreises Königsberg 6 (Preußisch Holland, Mohrungen) im Preußischen Abgeordnetenhaus. Er gehörte der Fraktion der Konservativen Partei an.